# Caiuá
Caiuá est une municipalité brésilienne de l'État de São Paulo et la Microrégion de Presidente Prudente.

## Démographie
| Évolution de la population (municipalité) | Évolution de la population (municipalité) | Évolution de la population (municipalité) | Évolution de la population (municipalité) |
| Année                                     | Population                                |                                           | %±                                        |
| ----------------------------------------- | ----------------------------------------- | ----------------------------------------- | ----------------------------------------- |
| 1960                                      | 4 267                                     |                                           | —                                         |
| 1970                                      | 5 271                                     |                                           | 23,5%                                     |
| 1980                                      | 2 971                                     |                                           | −43,6%                                    |
| 1991                                      | 3 341                                     |                                           | 12,5%                                     |
| 2000                                      | 4 192                                     |                                           | 25,5%                                     |
| 2010                                      | 5 039                                     |                                           | 20,2%                                     |
| 2022                                      | 5 466                                     |                                           | 8,5%                                      |
| ,                                         |                                           |                                           |                                           |